# Benjamin Peirce
Benjamin Peirce (Salem (Massachusetts), 4 de abril de 1809 — Cambridge (Massachusetts), 6 de outubro de 1880) foi um matemático estadunidense.
Foi professor da Universidade Harvard por quase 50 anos. Contribuiu com a mecânica celeste, estatística, teoria dos números, álgebra e filosofia da matemática.
Filho de Benjamin Peirce (1778–1881), que trabalhou na biblioteca de Harvard, e Lydia Ropes Nichols Peirce (1781–1868).
Após graduar-se em Harvard, lá permaneceu como tutor (1829), sendo indicado professor de matemática em 1831. A astronomia entrou em sua lista de interesses em 1842, e ele permaneceu como professor em Harvard até morrer. Foi diretor do National Geodetic Survey, de 1867 a 1874.

## Pesquisa
Benjamin Peirce é reconhecido frequentemente como o primeiro estadunidense a ter suas pesquisas universalmente reconhecidas.

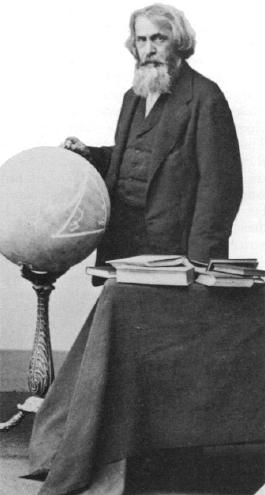

## Obras
- An Elementary Treatise on Plane and Solid Geometry, Boston: James Munroe and Company. Google Eprints of successive editions 1837–1873.
- An Elementary Treatise on Plane and Spherical Trigonometry, Boston: James Munroe and Company. Google Eprints of successive editions 1840–1862.
- Physical  and Celestial Mechanics, Boston: Little, Brown and Company. Google Eprint of 1855 edition.
- Linear Associative Algebra, lithograph by Peirce 1872. New edition with corrections, notes, and an added 1875 paper by Peirce, plus notes by his son Charles Sanders Peirce, published in the American Journal of Mathematics v. 4, 1881, Johns Hopkins University, pp. 221–226, Google Eprint and as an extract, D. Van Nostrand, 1882, Google Eprint.